# Nigéria nos Jogos Olímpicos de Verão de 2024
Nigéria participou dos Jogos Olímpicos de Verão de 2024, realizados em Paris, na França. Foi a 18.ª aparição do país nos Jogos Olímpicos de Verão desde a estreia em Helsinque 1952.
Foi representado por 86 atletas que competiram em doze esportes, mas nenhum conquistou medalhas.

## Competidores
Esta foi a participação por modalidade nesta edição:
| Esporte        | Masculino | Feminino | Total |
| -------------- | --------- | -------- | ----- |
| Atletismo      | 16        | 18       | 34    |
| Badminton      | 1         | 0        | 1     |
| Basquetebol    | 0         | 12       | 12    |
| Boxe           | 2         | 1        | 3     |
| Canoagem       | 0         | 2        | 2     |
| Ciclismo       | 0         | 1        | 1     |
| Futebol        | 0         | 18       | 18    |
| Halterofilismo | 0         | 2        | 2     |
| Lutas          | 1         | 5        | 6     |
| Natação        | 1         | 1        | 2     |
| Taekwondo      | 0         | 1        | 1     |
| Tênis de mesa  | 2         | 2        | 4     |
| Total          | 23        | 63       | 86    |

## Desempenho

### Atletismo
- Q = Qualificado para a próxima fase
- q = Qualificado para a próxima fase como o perdedor mais rápido ou, em eventos de campo, pela posição sem atingir o alvo para qualificação
- N/A = Fase não aplicável para o evento
- Bye = Atleta não precisou disputar aquela fase

Masculino
Eventos de pista
| Atleta                                                            | Evento              | Baterias | Baterias | Repescagem | Repescagem | Semifinal   | Semifinal   | Final       | Final       | Ref.              |
| Atleta                                                            | Evento              | Tempo    | Pos.     | Tempo      | Pos.       | Tempo       | Pos.        | Tempo       | Pos.        | Ref.              |
| ----------------------------------------------------------------- | ------------------- | -------- | -------- | ---------- | ---------- | ----------- | ----------- | ----------- | ----------- | ----------------- |
| Favour Ashe                                                       | 100 m               | 10.16    | 4 q      | N/A        | N/A        | 10.08       | 6           | Não avançou | Não avançou | [ 5 ]             |
| Kayinsola Ajayi                                                   | 100 m               | 10.02    | 1 Q      | N/A        | N/A        | 10.13       | 6           | Não avançou | Não avançou | [ 6 ]             |
| Udodi Onwuzurike                                                  | 200 m               | 20.55    | 5        | 20.51      | 1 Q        | 20.72       | 7           | Não avançou | Não avançou | [ 7 ] [ 8 ] [ 9 ] |
| Samuel Ogazi                                                      | 400 m               | 44.50    | 2 Q      | Bye        | Bye        | 44.41       | 3           | 44.73       | 7           | [ 10 ]            |
| Chidi Okezie                                                      | 400 m               | 45.52    | 4        | 45.92      | 5          | Não avançou | Não avançou | Não avançou | Não avançou | [ 11 ]            |
| Edose Ibadin                                                      | 800 m               | 1.46:56  | 6        | 1:49.09    | 7          | Não avançou | Não avançou | Não avançou | Não avançou | [ 12 ]            |
| Ezekiel Nathaniel                                                 | 400 m com barreiras | 48.38    | 2 Q      | 48.65      | 5          | Não avançou | Não avançou | Não avançou | Não avançou | [ 13 ]            |
| Favour Ashe Kayinsola Ajayi Usheoritse Itsekiri Alaba Akintola    | 4x100 m             | 38.20    | 7        | N/A        | N/A        | N/A         | N/A         | Não avançou | Não avançou | [ 14 ]            |
| Chidi Okezie Dubem Amene Ezekiel Nathaniel Ifeanyi Emmanuel Ojeli | 4x400 m             | DSQ      | DSQ      | N/A        | N/A        | N/A         | N/A         | Não avançou | Não avançou | [ 15 ]            |

Eventos de campo
| Atleta                | Evento              | Qualificação | Qualificação | Final       | Final       | Ref.          |
| Atleta                | Evento              | Marca        | Pos.         | Marca       | Pos.        | Ref.          |
| --------------------- | ------------------- | ------------ | ------------ | ----------- | ----------- | ------------- |
| Chukwuebuka Enekwechi | Arremesso de peso   | 21.13        | 9 q          | 21.42       | 6           | [ 16 ] [ 17 ] |
| Chinecherem Nnamdi    | Lançamento de dardo | 77.53        | 14           | Não avançou | Não avançou | [ 18 ]        |

Feminino
Eventos de pista
| Atleta                                                                 | Evento              | Baterias | Baterias | Repescagem  | Repescagem  | Semifinal   | Semifinal   | Final       | Final       | Ref.   |
| Atleta                                                                 | Evento              | Tempo    | Pos.     | Tempo       | Pos.        | Tempo       | Pos.        | Tempo       | Pos.        | Ref.   |
| ---------------------------------------------------------------------- | ------------------- | -------- | -------- | ----------- | ----------- | ----------- | ----------- | ----------- | ----------- | ------ |
| Rosemary Chukwuma                                                      | 100 m               | 11.26    | 3 Q      | N/A         | N/A         | 11.39       | 8           | Não avançou | Não avançou | [ 19 ] |
| Tima Godbless                                                          | 100 m               | 11.33    | 6        | N/A         | N/A         | Não avançou | Não avançou | Não avançou | Não avançou | [ 20 ] |
| Favour Ofili                                                           | 200 m               | 22.24    | 1 Q      | Bye         | Bye         | 22.05       | 2 Q         | 22.24       | 6           | [ 21 ] |
| Ella Onojuvwevwo                                                       | 400 m               | 51.65    | 6        | 50.59       | 1 Q         | 51.05       | 6           | Não avançou | Não avançou | [ 22 ] |
| Esther Joseph                                                          | 400 m               | DSQ      | DSQ      | Não avançou | Não avançou | Não avançou | Não avançou | Não avançou | Não avançou | [ 23 ] |
| Tobi Amusan                                                            | 100 m com barreiras | 12.49    | 1 Q      | Bye         | Bye         | 12.55       | 3           | Não avançou | Não avançou | [ 24 ] |
| Favour Ofili Tima Godbless Rosemary Chukwuma Justina Tiana Eyakpobeyan | 4x100 m             | 42.70    | 6        | N/A         | N/A         | N/A         | N/A         | Não avançou | Não avançou | [ 25 ] |

Eventos de campo
| Atleta             | Evento                | Qualificação | Qualificação | Final       | Final       | Ref.          |
| Atleta             | Evento                | Marca        | Pos.         | Marca       | Pos.        | Ref.          |
| ------------------ | --------------------- | ------------ | ------------ | ----------- | ----------- | ------------- |
| Temitope Adeshina  | Salto em altura       | 1.88         | 9            | Não avançou | Não avançou | [ 26 ]        |
| Ruth Usoro         | Salto em distância    | 6.68         | 5 q          | 6.58        | 10          | [ 27 ]        |
| Ese Brume          | Salto em distância    | 6.76         | 4 Q          | 6.70        | 5           | [ 28 ]        |
| Prestina Ochonogor | Salto em distância    | 6.65         | 7 q          | 6.24        | 12          | [ 29 ] [ 30 ] |
| Obiageri Amaechi   | Lançamento de disco   | 45.45        | 16           | Não avançou | Não avançou | [ 31 ]        |
| Ashley Anumba      | Lançamento de disco   | 58.83        | 14           | Não avançou | Não avançou | [ 32 ]        |
| Chioma Onyekwere   | Lançamento de disco   | 60.78        | 15           | Não avançou | Não avançou | [ 33 ]        |
| Oyesade Olatoye    | Lançamento de martelo | 66.41        | 14           | Não avançou | Não avançou | [ 34 ]        |

Misto
Eventos de pista
| Atleta                                                                    | Evento  | Baterias | Baterias | Final       | Final       | Ref.   |
| Atleta                                                                    | Evento  | Tempo    | Pos.     | Tempo       | Pos.        | Ref.   |
| ------------------------------------------------------------------------- | ------- | -------- | -------- | ----------- | ----------- | ------ |
| Ella Onojuvwevwo Samuel Ogazi Ifeanyi Emmanuel Ojeli Patience Okon George | 4x400 m | 3:19.99  | 9        | Não avançou | Não avançou | [ 35 ] |

### Badminton
Masculino
| Atleta                   | Evento  | Fase de grupos       | Fase de grupos       | Fase de grupos | Oitavas              | Quartas              | Semifinal            | Final / DB           | Final / DB  | Ref.   |
| Atleta                   | Evento  | Adversário Resultado | Adversário Resultado | Pos.           | Adversário Resultado | Adversário Resultado | Adversário Resultado | Adversário Resultado | Pos.        | Ref.   |
| ------------------------ | ------- | -------------------- | -------------------- | -------------- | -------------------- | -------------------- | -------------------- | -------------------- | ----------- | ------ |
| Anuoluwapo Juwon Opeyori | Simples | SUI T Künzi D 0–2    | CHN Li S D 0–2       | 3              | Não avançou          | Não avançou          | Não avançou          | Não avançou          | Não avançou | [ 36 ] |

### Basquetebol
Feminino
A seleção nacional feminina da Nigéria se classificou para as Olimpíadas ao finalizar nas duas primeiras posições do seu grupo no Torneio Pré-Olímpico Mundial da FIBA de 2024.
Elenco
A delegação foi composta de 12 jogadoras:

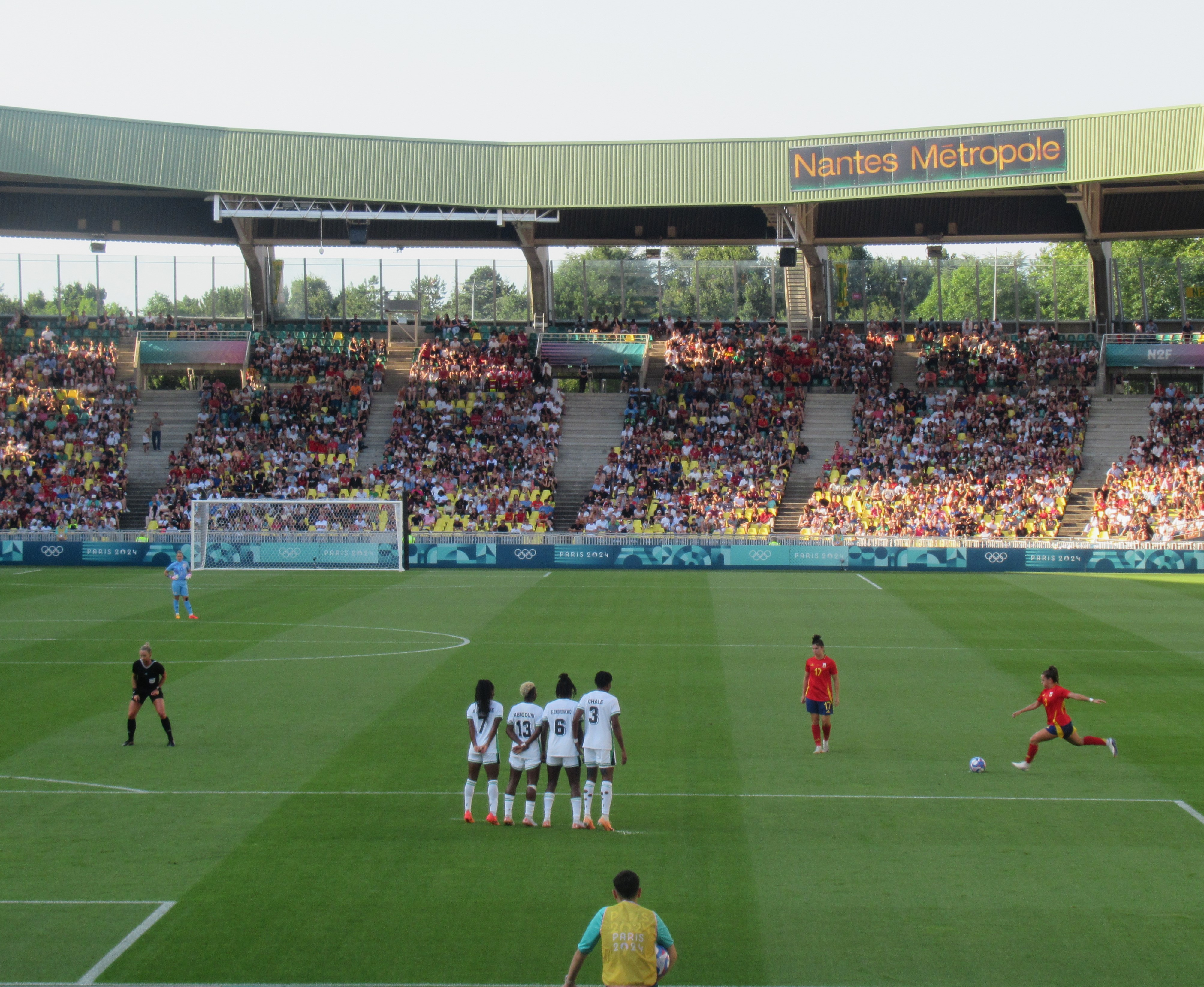
Espanha–Nigéria em Nantes

- Amy Okonkwo
- Pallas Kunaiyi-Akpannah
- Elizabeth Balogun
- Olaoluwatomi Taiwo
- Lauren Ebo
- Ifunanya Okoro
- Promise Amukamara
- Murjanatu Musa
- Blessing Ejiofor
- Ezinne Kalu
- Adebola Adeyeye
- Nicole Enabosi

Fase de grupos
|  | Equipes classificadas às quartas de final              |
|  | Equipes classificadas como melhores terceiro colocadas |

| Pos. | Equipe    | J | V | D | PF  | PC  | Dif | Pts |
| ---- | --------- | - | - | - | --- | --- | --- | --- |
| 1    | França    | 3 | 2 | 1 | 222 | 187 | +35 | 5†  |
| 2    | Austrália | 3 | 2 | 1 | 211 | 212 | –1  | 5†  |
| 3    | Nigéria   | 3 | 2 | 1 | 208 | 207 | +1  | 5†  |
| 4    | Canadá    | 3 | 0 | 3 | 189 | 224 | –35 | 3   |

Regras para classificação: 1) Pontos; 2) Confronto direto; 3) Diferença de pontos; 4) Pontos marcados.
†França 3 Pts, +14 Dif; Austrália 3 Pts, −6 Dif; Nigéria 3 Pts, −8 Dif.
| 29 de julho de 2024 11:00 | Relatório | Nigéria                                                       | 75–62 | Austrália                                     |  | Stade Pierre-Mauroy, Lille Público: 24 023 Árbitros: USA Amy Bonner LBN Rabah Noujaim USA Jenna Reneau |  |
| 29 de julho de 2024 11:00 | Relatório | Placar por quarto: 18–17, 23–11, 10–19, 24–15                 |       |                                               |  | Stade Pierre-Mauroy, Lille Público: 24 023 Árbitros: USA Amy Bonner LBN Rabah Noujaim USA Jenna Reneau |  |
| 29 de julho de 2024 11:00 | Relatório | Pts: Kalu 19 Rbts: Kunaiyi-Akpannah, Musa 7 Asts: Amukamara 9 |       | Pts: Smith 15 Rbts: Talbot 10 Asts: Talbot 12 |  | Stade Pierre-Mauroy, Lille Público: 24 023 Árbitros: USA Amy Bonner LBN Rabah Noujaim USA Jenna Reneau |  |

| 1 de agosto de 2024 17:15 | Relatório | França                                            | 75–54 | Nigéria                                     |  | Stade Pierre-Mauroy, Lille Público: 17 483 Árbitros: USA Amy Bonner ECU Carlos Peralta HUN Péter Praksch |  |
| 1 de agosto de 2024 17:15 | Relatório | Placar por quarto: 24–20, 14–11, 16–8, 21–15      |       |                                             |  | Stade Pierre-Mauroy, Lille Público: 17 483 Árbitros: USA Amy Bonner ECU Carlos Peralta HUN Péter Praksch |  |
| 1 de agosto de 2024 17:15 | Relatório | Pts: Johannès 15 Rbts: Badiane 6 Asts: Williams 7 |       | Pts: Kalu 18 Rbts: Musa 9 Asts: Amukamara 5 |  | Stade Pierre-Mauroy, Lille Público: 17 483 Árbitros: USA Amy Bonner ECU Carlos Peralta HUN Péter Praksch |  |

| 4 de agosto de 2024 13:30 | Relatório | Canadá                                                                               | 70–79 | Nigéria                                                 |  | Stade Pierre-Mauroy, Lille Público: 27 107 Árbitros: USA Amy Bonner USA Blanca Burns ESP Ariadna Chueca |  |
| 4 de agosto de 2024 13:30 | Relatório | Placar por quarto: 18–18, 23–19, 5–23, 24–19                                         |       |                                                         |  | Stade Pierre-Mauroy, Lille Público: 27 107 Árbitros: USA Amy Bonner USA Blanca Burns ESP Ariadna Chueca |  |
| 4 de agosto de 2024 13:30 | Relatório | Pts: Colley 17 Rbts: Amihere 11 Asts: Achonwa, Alexander, Edwards, Prosper, Swords 2 |       | Pts: Kalu 21 Rbts: Kunaiyi-Akpannah 7 Asts: Amukamara 6 |  | Stade Pierre-Mauroy, Lille Público: 27 107 Árbitros: USA Amy Bonner USA Blanca Burns ESP Ariadna Chueca |  |

Quartas de final
| 7 de agosto de 2024 21:30 | Relatório | Nigéria                                                 | 74–88 | Estados Unidos                                |  | Bercy Arena, Paris Público: 12 437 Árbitros: NOR Viola Györgyi ARG Juan Fernández MAD Yann Davidson |  |
| 7 de agosto de 2024 21:30 | Relatório | Placar por quarto: 17–26, 16–26, 15–24, 26–12           |       |                                               |  | Bercy Arena, Paris Público: 12 437 Árbitros: NOR Viola Györgyi ARG Juan Fernández MAD Yann Davidson |  |
| 7 de agosto de 2024 21:30 | Relatório | Pts: Amukamara 19 Rbts: Kunaiyi-Akpannah 8 Asts: Kalu 7 |       | Pts: Wilson 20 Rbts: Wilson 11 Asts: Thomas 6 |  | Bercy Arena, Paris Público: 12 437 Árbitros: NOR Viola Györgyi ARG Juan Fernández MAD Yann Davidson |  |

### Boxe
Masculino
| Atleta         | Evento    | Primeira fase        | Oitavas de final     | Quartas de final     | Semifinal            | Final                | Final       | Ref.   |
| Atleta         | Evento    | Adversário Resultado | Adversário Resultado | Adversário Resultado | Adversário Resultado | Adversário Resultado | Pos.        | Ref.   |
| -------------- | --------- | -------------------- | -------------------- | -------------------- | -------------------- | -------------------- | ----------- | ------ |
| Olaitan Olaore | Até 92 kg | —                    | KAZ A Oralbay D 0–5  | Não avançou          | Não avançou          | Não avançou          | Não avançou | [ 39 ] |

Feminino
| Atleta               | Evento    | Primeira fase        | Oitavas de final     | Quartas de final     | Semifinal            | Final                | Final       | Ref.   |
| Atleta               | Evento    | Adversário Resultado | Adversário Resultado | Adversário Resultado | Adversário Resultado | Adversário Resultado | Pos.        | Ref.   |
| -------------------- | --------- | -------------------- | -------------------- | -------------------- | -------------------- | -------------------- | ----------- | ------ |
| Cynthia Ogunsemilore | Até 60 kg | Bye                  | TPE Wu S-y D DSQ     | Não avançou          | Não avançou          | Não avançou          | Não avançou | [ 40 ] |

### Canoagem

#### Velocidade
Feminino
| Atleta                      | Evento    | Eliminatórias | Eliminatórias | Quartas | Quartas | Semifinal   | Semifinal   | Final       | Final       | Ref.          |
| Atleta                      | Evento    | Tempo         | Pos.          | Tempo   | Pos.    | Tempo       | Pos.        | Tempo       | Pos.        | Ref.          |
| --------------------------- | --------- | ------------- | ------------- | ------- | ------- | ----------- | ----------- | ----------- | ----------- | ------------- |
| Ayomide Bello               | C-1 200 m | 49.85         | 6             | 49.24   | 6       | Não avançou | Não avançou | Não avançou | Não avançou | [ 41 ] [ 42 ] |
| Beauty Otudeo               | C-1 200 m | 55.77         | 5             | 1:01.82 | 8       | Não avançou | Não avançou | Não avançou | Não avançou | [ 43 ]        |
| Ayomide Bello Beauty Otudeo | C-2 500 m | 2:10.11       | 6             | 2:07.86 | 5 FB    | Não avançou | Não avançou | 2:15.20     | 13          | [ 43 ]        |

Legenda: FA = Final A (disputa de medalha); FB = Final B (sem disputa de medalha)

### Ciclismo

#### Estrada
Feminino
| Atleta         | Evento             | Tempo | Pos. | Ref.   |
| -------------- | ------------------ | ----- | ---- | ------ |
| Ese Ukpeseraye | Corrida em estrada | DNF   | DNF  | [ 44 ] |

#### Pista
Velocidade
| Atleta         | Evento   | Qualificação     | Qualificação | Rodada 1                    | Repescagem 1                | Rodada 2                    | Repescagem 2                | Oitavas                     | Repescagem 3                | Quartas                     | Semifinal                   | Final / DB                  | Final / DB  | Ref.   |
| Atleta         | Evento   | Tempo Vel (km/h) | Pos.         | Adversário Tempo Vel (km/h) | Adversário Tempo Vel (km/h) | Adversário Tempo Vel (km/h) | Adversário Tempo Vel (km/h) | Adversário Tempo Vel (km/h) | Adversário Tempo Vel (km/h) | Adversário Tempo Vel (km/h) | Adversário Tempo Vel (km/h) | Adversário Tempo Vel (km/h) | Pos.        | Ref.   |
| -------------- | -------- | ---------------- | ------------ | --------------------------- | --------------------------- | --------------------------- | --------------------------- | --------------------------- | --------------------------- | --------------------------- | --------------------------- | --------------------------- | ----------- | ------ |
| Ese Ukpeseraye | Feminino | 11.652 61.792    | 28           | Não avançou                 | Não avançou                 | Não avançou                 | Não avançou                 | Não avançou                 | Não avançou                 | Não avançou                 | Não avançou                 | Não avançou                 | Não avançou | [ 44 ] |

Keirin
| Atleta         | Evento   | Rodada 1 | Repescagem | Quartas     | Semifinal   | Final       | Ref.   |
| Atleta         | Evento   | Pos.     | Pos.       | Pos.        | Pos.        | Pos.        | Ref.   |
| -------------- | -------- | -------- | ---------- | ----------- | ----------- | ----------- | ------ |
| Ese Ukpeseraye | Feminino | 6 R      | 4          | Não avançou | Não avançou | Não avançou | [ 44 ] |

### Futebol
Feminino
A seleção nacional feminina da Nigéria se classificou para as Olimpíadas ao vencer o play-off contra a África do Sul no pré-olímpico da CAF de 2024.
Elenco
A delegação foi composta de 18 jogadoras:
- Tochukwu Oluehi
- Michelle Alozie
- Osinachi Ohale
- Nicole Payne
- Chidinma Okeke
- Esther Okoronkwo
- Toni Payne
- Asisat Oshoala
- Chinonyerem Macleans
- Christy Ucheibe
- Jennifer Echegini
- Uchenna Kanu
- Deborah Abiodun
- Oluwatosin Demehin
- Rasheedat Ajibade
- Chiamaka Nnadozie
- Chinwendu Ihezuo
- Ifeoma Onumonu

Fase de grupos
| Pos | Equipe  | Pts | J | V | E | D | GP | GC | SG | Classificado     |
| --- | ------- | --- | - | - | - | - | -- | -- | -- | ---------------- |
| 1   | Espanha | 9   | 3 | 3 | 0 | 0 | 5  | 1  | +4 | Quartas de final |
| 2   | Japão   | 6   | 3 | 2 | 0 | 1 | 6  | 4  | +2 | Quartas de final |
| 3   | Brasil  | 3   | 3 | 1 | 0 | 2 | 2  | 4  | −2 | Quartas de final |
| 4   | Nigéria | 0   | 3 | 0 | 0 | 3 | 1  | 5  | −4 |                  |

| 25 de julho   | Nigéria | 0 – 1     | Brasil         | Stade de Bordeaux, Bordeaux              |
| 19:00 (UTC+2) |         | Relatório | Gabi Nunes 37' | Público: 6 244 Árbitro: KOR Kim Yu-jeong |

| 28 de julho   | Espanha      | 1 – 0     | Nigéria | Stade de la Beaujoire, Nantes           |
| 19:00 (UTC+2) | Putellas 85' | Relatório |         | Público: 11 079 Árbitro: USA Tori Penso |

| 31 de julho   | Japão                                    | 3 – 1     | Nigéria      | Stade de la Beaujoire, Nantes               |
| 17:00 (UTC+2) | Hamano 22' · Tanaka 32' · Kitagawa 45+5' | Relatório | Echegini 42' | Público: 6 480 Árbitro: VEN Emikar Calderas |

### Halterofilismo
Feminino
| Atleta          | Evento    | Arranco | Arranco | Arremesso | Arremesso | Total | Pos. | Ref.   |
| Atleta          | Evento    | Result. | Pos.    | Result.   | Pos.      | Total | Pos. | Ref.   |
| --------------- | --------- | ------- | ------- | --------- | --------- | ----- | ---- | ------ |
| Rafiatu Lawal   | Até 59 kg | 100     | 7       | 130       | 4         | 230   | 5    | [ 50 ] |
| Joy Ogbonne Eze | Até 71 kg | 101     | 9       | 131       | 7         | 232   | 7    | [ 51 ] |

### Lutas

#### Livre
Masculino
| Atleta        | Evento     | Oitavas              | Quartas              | Semifinais           | Repescagem           | Final / DB           | Final / DB  | Ref.   |
| Atleta        | Evento     | Adversário Resultado | Adversário Resultado | Adversário Resultado | Adversário Resultado | Adversário Resultado | Pos.        | Ref.   |
| ------------- | ---------- | -------------------- | -------------------- | -------------------- | -------------------- | -------------------- | ----------- | ------ |
| Ashton Mutuwa | Até 125 kg | HUN D Ligeti D 0–11  | Não avançou          | Não avançou          | Não avançou          | Não avançou          | Não avançou | [ 52 ] |

Feminino
| Atleta                | Evento    | Oitavas                | Quartas              | Semifinais                | Repescagem           | Final / DB           | Final / DB  | Ref.   |
| Atleta                | Evento    | Adversário Resultado   | Adversário Resultado | Adversário Resultado      | Adversário Resultado | Adversário Resultado | Pos.        | Ref.   |
| --------------------- | --------- | ---------------------- | -------------------- | ------------------------- | -------------------- | -------------------- | ----------- | ------ |
| Christianah Ogunsanya | Até 53 kg | MGL K Batkhuyag D 1–3F | Não avançou          | Não avançou               | Não avançou          | Não avançou          | Não avançou | [ 53 ] |
| Odunayo Adekuoroye    | Até 57 kg | ALG C Aouissi V 0–0R   | CHN Hong K D 8–10F   | Não avançou               | Não avançou          | Não avançou          | Não avançou | [ 54 ] |
| Esther Kolawole       | Até 62 kg | KGZ A Tynybekova D 1–5 | Não avançou          | Não avançou               | Não avançou          | Não avançou          | Não avançou | [ 55 ] |
| Blessing Oborududu    | Até 68 kg | CAN L Morais V 8–2     | FRA K Larroque V 6–2 | KGZ M Zhumanazarova D 1–3 | Bye                  | JPN N Ozaki D 0–3    | 5           | [ 56 ] |
| Hannah Rueben         | Até 76 kg | MGL D Enkh-Amar D 2–5  | Não avançou          | Não avançou               | Não avançou          | Não avançou          | Não avançou | [ 57 ] |

### Natação
Masculino
| Atleta       | Evento     | Eliminatórias | Eliminatórias | Semifinal   | Semifinal   | Final       | Final       | Ref.   |
| Atleta       | Evento     | Tempo         | Pos.          | Tempo       | Pos.        | Tempo       | Pos.        | Ref.   |
| ------------ | ---------- | ------------- | ------------- | ----------- | ----------- | ----------- | ----------- | ------ |
| Tobi Sijuade | 50 m livre | 23.34         | 43            | Não avançou | Não avançou | Não avançou | Não avançou | [ 58 ] |

Feminino
| Atleta       | Evento     | Eliminatórias | Eliminatórias | Semifinal   | Semifinal   | Final       | Final       | Ref.   |
| Atleta       | Evento     | Tempo         | Pos.          | Tempo       | Pos.        | Tempo       | Pos.        | Ref.   |
| ------------ | ---------- | ------------- | ------------- | ----------- | ----------- | ----------- | ----------- | ------ |
| Adaku Nwandu | 50 m livre | 26.62         | 34            | Não avançou | Não avançou | Não avançou | Não avançou | [ 59 ] |

### Taekwondo
Feminino
| Atleta              | Evento    | Preliminar           | Oitavas              | Quartas              | Semifinais           | Repescagem           | Final / DB           | Final / DB  | Ref.   |
| Atleta              | Evento    | Adversário Resultado | Adversário Resultado | Adversário Resultado | Adversário Resultado | Adversário Resultado | Adversário Resultado | Pos.        | Ref.   |
| ------------------- | --------- | -------------------- | -------------------- | -------------------- | -------------------- | -------------------- | -------------------- | ----------- | ------ |
| Elizabeth Anyanacho | Até 67 kg | N/A                  | CHN Song J D 0–2     | Não avançou          | Não avançou          | Não avançou          | Não avançou          | Não avançou | [ 60 ] |

### Tênis de mesa
Masculino
| Atleta          | Evento  | Preliminar           | Primeira rodada      | Segunda rodada       | Oitavas de final     | Quartas de final     | Semifinal            | Final                | Final       | Ref.   |
| Atleta          | Evento  | Adversário Resultado | Adversário Resultado | Adversário Resultado | Adversário Resultado | Adversário Resultado | Adversário Resultado | Adversário Resultado | Pos.        | Ref.   |
| --------------- | ------- | -------------------- | -------------------- | -------------------- | -------------------- | -------------------- | -------------------- | -------------------- | ----------- | ------ |
| Quadri Aruna    | Simples | Bye                  | ROU E Ionescu D 3–4  | Não avançou          | Não avançou          | Não avançou          | Não avançou          | Não avançou          | Não avançou | [ 61 ] |
| Olajide Omotayo | Simples | Bye                  | IRI N Alamian D 1–4  | Não avançou          | Não avançou          | Não avançou          | Não avançou          | Não avançou          | Não avançou | [ 62 ] |

Feminino
| Atleta       | Evento  | Preliminar           | Primeira rodada       | Segunda rodada       | Oitavas de final     | Quartas de final     | Semifinal            | Final                | Final       | Ref.   |
| Atleta       | Evento  | Adversário Resultado | Adversário Resultado  | Adversário Resultado | Adversário Resultado | Adversário Resultado | Adversário Resultado | Adversário Resultado | Pos.        | Ref.   |
| ------------ | ------- | -------------------- | --------------------- | -------------------- | -------------------- | -------------------- | -------------------- | -------------------- | ----------- | ------ |
| Offiong Edem | Simples | Bye                  | BRA B Takahashi D 0–4 | Não avançou          | Não avançou          | Não avançou          | Não avançou          | Não avançou          | Não avançou | [ 63 ] |
| Fatimo Bello | Simples | Bye                  | FRA J Yuan D 0–4      | Não avançou          | Não avançou          | Não avançou          | Não avançou          | Não avançou          | Não avançou | [ 64 ] |